# 余市川

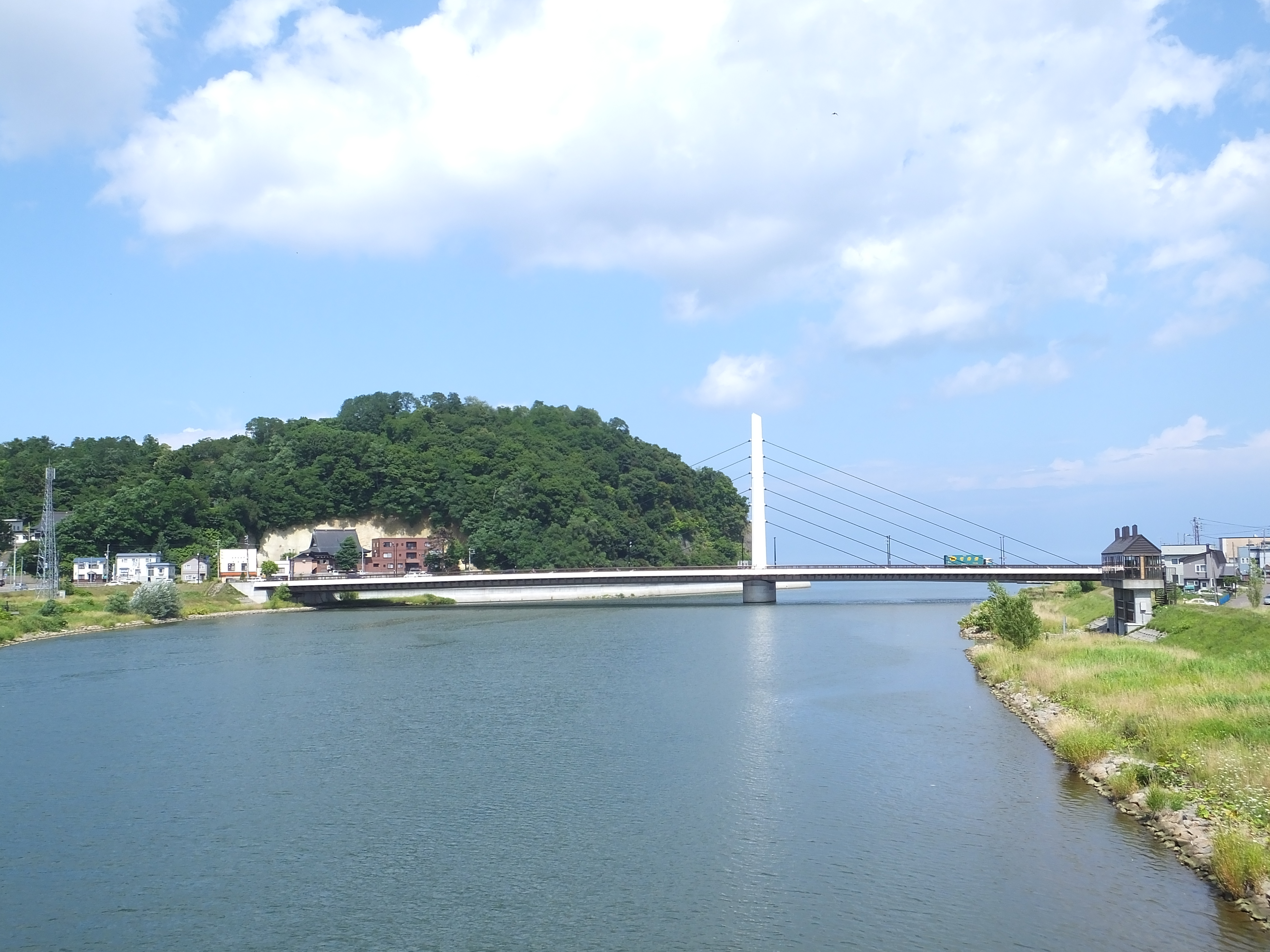
河口付近（大川橋）

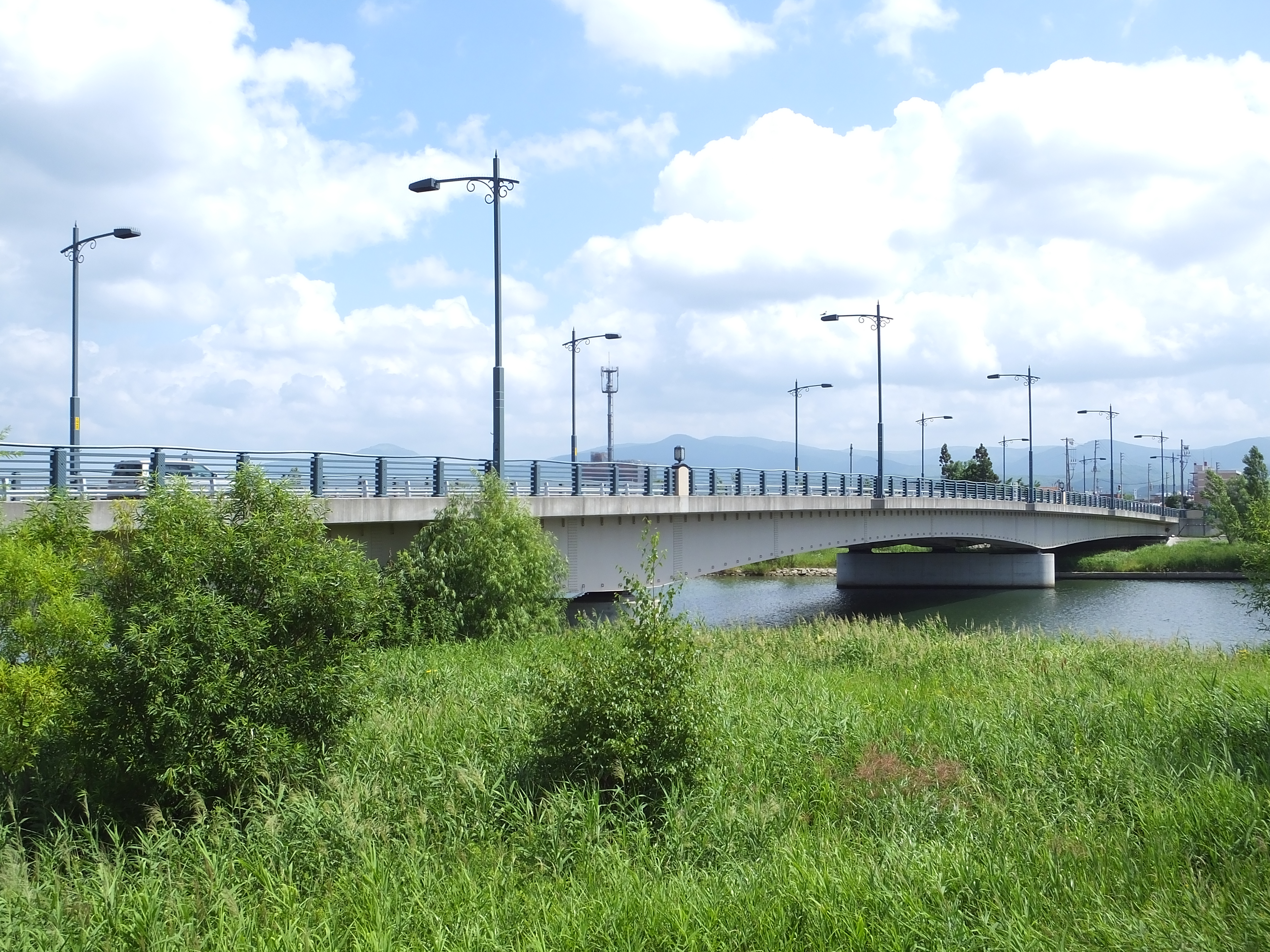
余市橋（国道229号）

余市川（よいちがわ）は、北海道余市郡を流れる二級河川。二級水系としては後志総合振興局最大（全体では尻別川に次ぐ規模）であり、アユの北限として知られる。

## 名称の由来
アイヌ語のイ・オチ（それ・ある）から。この場合の「それ」とは蛇のことで、蛇を忌み嫌うアイヌが憚って「それ」と呼んだことによる。

## 地理
余市川中上流域は二重のカルデラ構造の中に位置する。赤井川村の中心部にあたる赤井川カルデラを囲うように流れ、またその外側の余市川カルデラに囲われるように流れている。形成時期は余市川カルデラの方が古い。そして赤井川カルデラ形成後羊蹄山噴火の際の地震によって山が崩れ、カルデラ湖から流出した水が周囲を浸食し、出来上がった流路が赤井川ないし余市川である。下流域では多くの支流が余市平野を巡らせ、扇状地を形成している。

### 流路
余市川は、札幌市南区・小樽市・赤井川村の3自治体の境界に位置する、朝里岳（標高約1280m）の西側斜面の標高約770m付近に源を発して西流する。
この源流部には、盤ノ沢滝などの名所もある。なお、付近にはキロロリゾートも建設されており、その先はこの川の流路に沿うように国道393号（赤井川国道）が建設されている。そして、落合付近で小樽川、明治付近で白井川といった支流が合流してくる。
中流域に入ると田畑や果樹園が広がるようになる。都付近で赤井川村中心部から流れてきた赤井川を合わせ、流量が増加した余市川は仁木町へ入る。この中流域には、この川に沿うように北海道道1022号仁木赤井川線が建設されている。この中流域では、余市川はゆるやかに蛇行しており、多くの砂州が形成されていることから様々な魚の棲息地や産卵場になっており、釣り人で賑わうポイントである。なお、大江橋付近より先には国道5号（羊蹄国道）が、やはり川に沿うように建設されている。そして、余市平野に出ると仁木・余市市街地の西側を流れる。
下流域は勾配が緩やかになり、砂州も見られなくなる。後志種川を合わせると余市町に入り、大川橋を越えると間もなく余市湾（日本海）へと流入する。幹川流路延長50.2kmのうち、河口から常盤橋までの42.0kmが二級河川に指定されている。

## 治水
江戸時代、余市川は河口付近で激しく蛇行していた。現在は余市川とは独立した二級水系となっている登川も現在の国道5号に並行するような流路で西へと流れて余市川に合流していた。また河口の幅も狭く、春先の雪解け時期には溢水しやすい状況だった。なお当時の登川の流路は「旧登川」（準用河川指定）として残っており、現在も水が流れている。
第2次世界大戦前においては、1932年（昭和7年）9月の洪水を契機に、1936年（昭和11年）から1941年（昭和16年）まで河川改修が行われていた。第2次世界大戦後も、やはり台風等による洪水を契機に1956年（昭和31年）より河川改修に着手したものの、結局その後も台風や低気圧による豪雨で数度記録的な被害を受けてきた。特に1962年（昭和37年）8月には台風9号が流域を襲撃し、10か所以上の橋が流失、3町村で浸水家屋3,046戸、流域の果樹園や水田にも大きな被害をもたらすなど、未曾有の被災状況であった。1987年（昭和62年）以降は、堤防新設や河道掘削などを含む河川改修が行われている。

## 環境
ヤナギ類を中心に、上流域ではミヤマハンノキ・ミズナラ・エゾイタヤ等、中流域ではケヤマハンノキ等の河畔林が広がっている。1993年（平成5年）度には建設省（当時）の「桜づつみモデル事業」（堤防強化とともにサクラの高木を植樹することで、河川緑化を推進する事業）に下流部の余市川桜づつみが認定され、平成14年までの10年間河川敷でサクラの植樹が行われている。
渓流においてはオショロコマ・ハナカジカが生息し、また中流域は河床がウグイの産卵場となっている。その他フクドジョウやワカサギも見られ、これらは流れの緩やかな下流域にも生息する。河口付近ではニシン・マサバ・ビリンゴ・マハゼなど、汽水域特有の種が生息する。特に有名なのがアユである。余市川はアユ生息地の北限で、アユ釣り大会も定番のイベントである。「さけ・ます増殖河川」にも位置付けられており、アユの他サケやマス等の放流が行われている。
水質も良好である。ちなみに余市川ではかつて田川橋付近で天然の製氷が行われていた。機械製氷が主流の時世においても、昭和30年代頃まで続けられたという。

## 支流
一次支流のみ、下流より掲載
- 旧登川　準用河川
- 黒川　準用河川
- 余市中の川　二級河川
- 後志種川　二級河川
- 砥ノ川
- 大黒川
- 然別川
- 宮の川
- ドロ川
- 古別川
- ピッパ川
- 稲穂川
- 馬群別川
- 漁別川
- 銀山種川
- マカナイ川
- 銀山墓地川
- 鳥居川
- 下尾根内川
- 中尾根内川
- 上尾根内川
- 土木川
- 曲川
- 赤井川　二級河川
- 白井川　二級河川
- ポン賀老の沢川
- 賀老の沢川
- 湯の沢川
- 小樽川　二級河川
- 落合滝の沢川
- アメマス沢川
- 朝里沢川
- 右股の沢川

## 主な橋
- 大川橋 - 北海道道228号豊丘余市停車場線
- 余市橋 - 国道229号（雷電国道）
- 田川橋 - 北海道道755号然別余市線
- 鮎見橋
- 仁木大橋
- 砥の川橋
- 月見橋
- 函館本線橋梁
- 然別橋
- 七曲橋
- 大江橋 - 国道5号（羊蹄国道）
- 漁別橋
- 長沢橋
- 香栄橋
- 大正橋 - 北海道道1022号仁木赤井川線
- 金橋 - 国道393号（赤井川国道）
- 第二月見橋 - 国道393号（赤井川国道）
- 落合橋 - 国道393号（赤井川国道）
- 常盤橋
- 喜多野橋

## 参考資料
- 余市川水系河川整備基本方針（北海道）